# Krzysztof Walencik
Krzysztof Jan Walencik (Sochaczew, 26 de febrero de 1965) es un deportista polaco que compitió en lucha libre. Ganó una medalla de bronce en el Campeonato Europeo de Lucha de 1992, en la categoría de 74 kg.
Participó en los Juegos Olímpicos de Barcelona 1992, ocupando el quinto lugar en la categoría de 74 kg.

## Palmarés internacional
| Campeonato Europeo | Campeonato Europeo | Campeonato Europeo | Campeonato Europeo |
| Año                | Lugar              | Medalla            | Categoría          |
| ------------------ | ------------------ | ------------------ | ------------------ |
| 1992               | Kaposvár (Hungría) | Medalla de bronce  | 74 kg              |